# Labano (nome)
Labano  è un nome proprio di persona italiano maschile.

## Varianti in altre lingue
- Catalano: Laban[2]
- Finlandese: Laaban
- Francese: Laban
- Greco moderno: Λάβαν (Lavan)
- Inglese: Laban[3][4], Labhan[4]
- Latino: Laban[1]
- Polacco: Laban
- Portoghese: Labão
- Russo: Лаван (Laban)
- Spagnolo: Labán[2]
- Tedesco: Laban
- Ucraino: Лаван (Laban)

## Origine e diffusione

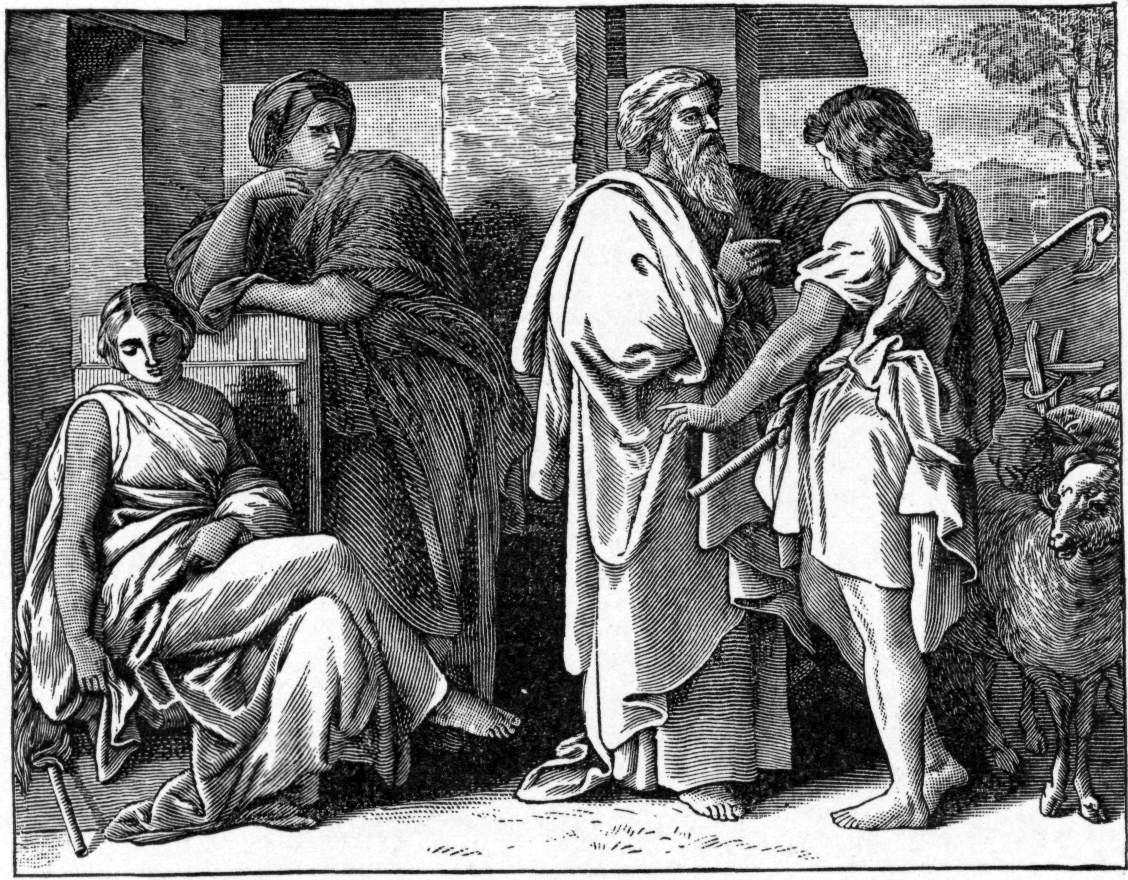
Giacobbe parla con Labano

Nome di tradizione biblica, è portato nell'Antico Testamento da Labano, fratello di Rebecca e padre di Lia e di Rachele. Etimologicamente si basa sull'ebraico לָבָן (lavan, labhan), che vuol dire "bianco", "candido", quindi è analogo per significato ai nomi Bianco, Candido, Alba, Leucio, Fiona, Gwyn e diversi altri.

## Onomastico
L'onomastico può essere festeggiato il 1º novembre, festa di Ognissanti, non essendovi santi con questo nome che è quindi adespota.

## Persone

### Variante Laban
- Laban Ainsworth, pastore protestante e compositore statunitense